# Comité Internacional de Sistemática Procariota
El Comité Internacional de Sistemática Procariota (International Committee on Systematics of Prokaryotes o ICSP), anteriormente Comité Internacional de Bacteriología Sistemática (International Committee on Systematic Bacteriology, ICSB),  es una organización dentro de la Unión Internacional de Sociedades Microbiológicas (UISM) que se encarga de la nomenclatura, taxonomía y las normas según las cuales son designados los procariotas. El ICSP es responsable de la publicación del Código Internacional de Nomenclatura de Procariotas (lista de nombres y taxones de bacterias aprobados). También publica la Revista Internacional de Microbiología Sistemática y Evolutiva.